# Antonio Ceccarini
Antonio Ceccarini (Sant'Angelo in Vado, 18 de octubre de 1949-Perugia, 29 de agosto de 2015) fue un futbolista italiano que jugaba en la demarcación de defensa.

## Biografía
Empezó a jugar como futbolista en el SSD Group Città di Castello en 1968, disputando sus partidos en la Serie D y obteniendo como mejor puesto en liga un tercer lugar en 1971 y 1972, dejando el club al final de la misma para fichar por el Acireale. Esta vez jugó en la Serie C, aunque tan solo permaneció un año en el club, puesto que el Calcio Catania le quiso, siendo concretado finalmente su fichaje para jugar en la Serie B. También jugó para el US Avellino 1912 antes de volver por otro año al Catania. En la temporada 1976/77 fue el AC Perugia el que se hizo con sus servicios como defensa. Jugó todos los partidos en la Serie A, la máxima categoría del fútbol italiano, formando parte del equipo que consiguió un segundo puesto tras el Vicenza Calcio en 1979. En 1983, y jugando ya en la Serie B tras el descenso en 1981, dejó el club para jugar en el ACR Messina y finalmente en el Foligno Calcio, equipo en el que se retiró en 1986.
Falleció el 29 de agosto de 2015 en Perugia a los 65 años de edad tras una larga enfermedad.

## Clubes
| Club                        | País   | Año         | Partidos | Goles |
| --------------------------- | ------ | ----------- | -------- | ----- |
| SSD Group Città di Castello | Italia | 1968 - 1972 | 79       | 2     |
| SSD Acireale Calcio 1946    | Italia | 1972 - 1973 | 26       | 1     |
| Calcio Catania              | Italia | 1973 - 1974 | 35       | 0     |
| US Avellino 1912            | Italia | 1974 - 1975 | 32       | 1     |
| Calcio Catania              | Italia | 1975 - 1976 | 20       | 0     |
| AC Perugia                  | Italia | 1976 - 1983 | 175      | 2     |
| ACR Messina                 | Italia | 1983 - 1984 | 30       | 2     |
| Foligno Calcio              | Italia | 1984 - 1986 | 41       | 0     |